# Paramuén
Paramuén es una localidad del estado mexicano de Michoacán. Es parte del municipio de Salvador Escalante.

## Toponimia
El nombre «Paramuén» proviene de los términos en purépecha: paramu, fresno, en, locativo. Su significado es «Lugar de fresnos».

## Demografía
| Gráfica de evolución demográfica |
|                                  |

| Censo | Población |
| ----- | --------- |
| 1900  | 322       |
| 1910  | 475       |
| 1921  | 395       |
| 1930  | 400       |
| 1940  | 481       |
| 1950  | 523       |
| 1960  | 850       |
| 1970  | 972       |
| 1980  | 1024      |
| 1990  | 1023      |
| 2000  | 1002      |
| 2010  | 1191      |
| 2020  | 1432      |